# 上野ストアハウス
座標: 北緯35度42分58.8秒 東経139度46分54.3秒 / 北緯35.716333度 東経139.781750度上野ストアハウス（うえのストアハウス）は、東京都台東区にある芸術文化施設である。

## 概要
1994年に設立されたストアハウスカンパニーが運営している。
2011年6月、江古田ストアハウスに代わる劇場として開設された。収容人数は118席。演劇とダンスの公演に使われる。
2013年からは国際交流プログラムとして海外劇団を招いて演劇祭「ストアハウスコレクション」を開催し、2017年10月には「日韓演劇週間」を開催した。

## アクセス
- 東日本旅客鉄道（JR東日本）「上野駅」から徒歩5分
- 東京メトロ日比谷線「入谷駅」から徒歩4分
- 東京メトロ銀座線「稲荷町駅」から徒歩2分